# Black-and-gray

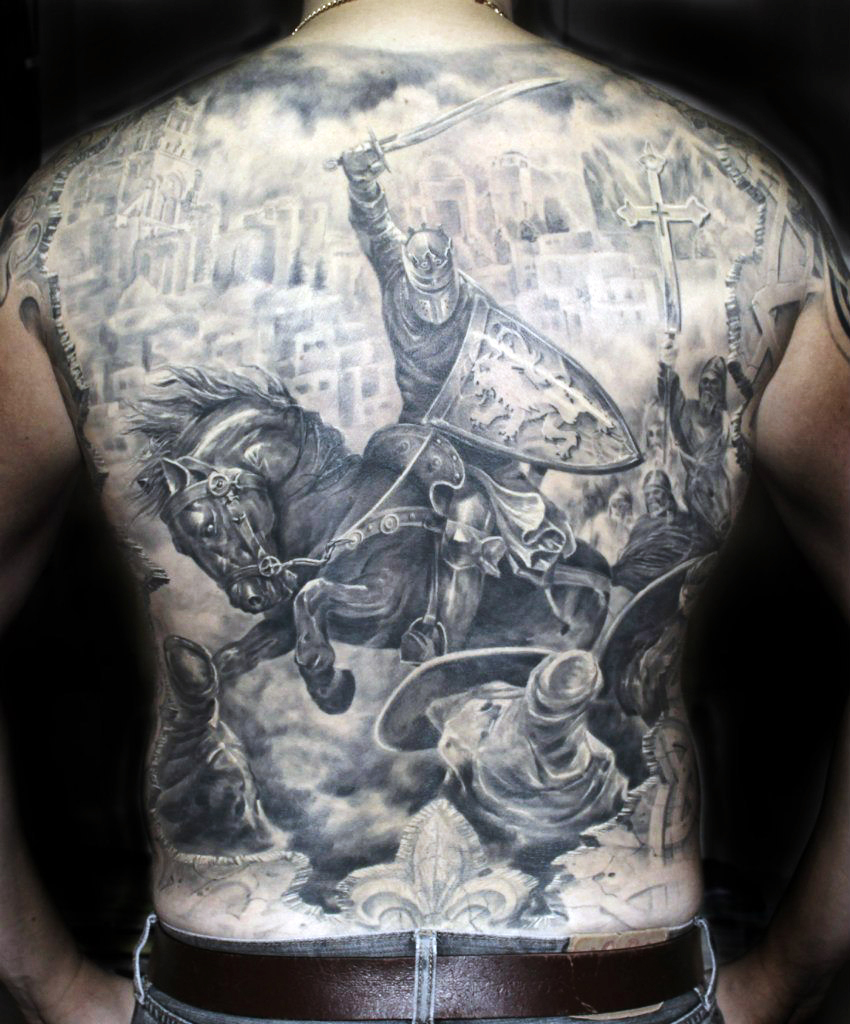
Tatouage black-and-gray illustrant les Croisades sur un dos.

Black-and-gray (« Noir-et-gris ») est un style de tatouage qui utilise seulement de l'encre noire dans des teintes différentes, généralement par dilution avec de l'eau.
Ce style de tatouage est originaire du milieu carcéral dans les années 1970 et 1980 et a été plus tard popularisé dans les salons de tatouage. Ce style de tatouage est généralement réaliste avec un niveau important de détails.
Freddy Negrete compte parmi les artistes tatoueurs pionniers de ce style.

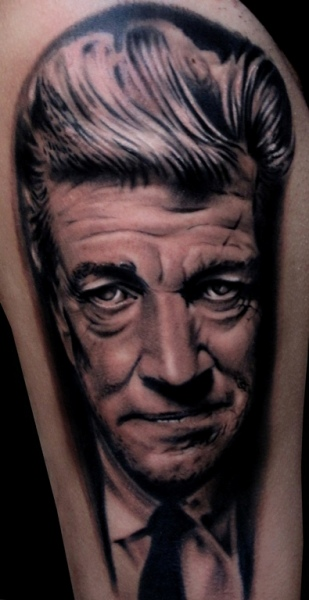
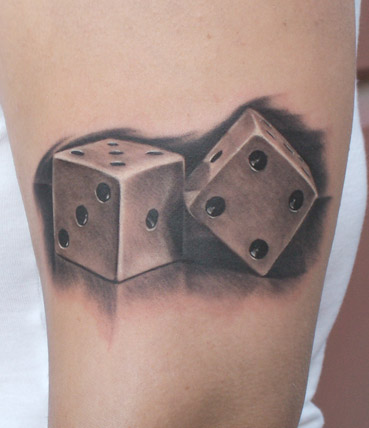
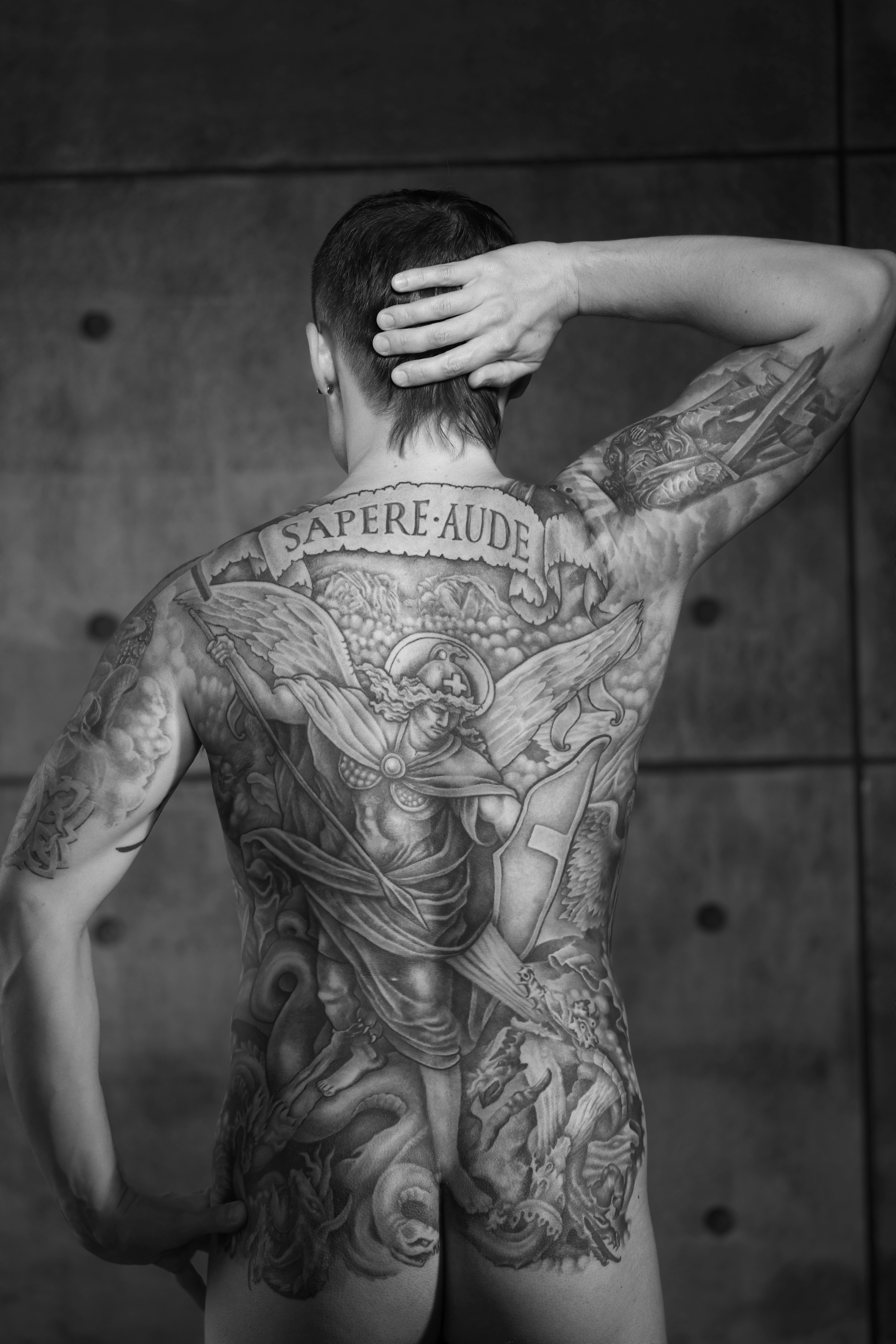
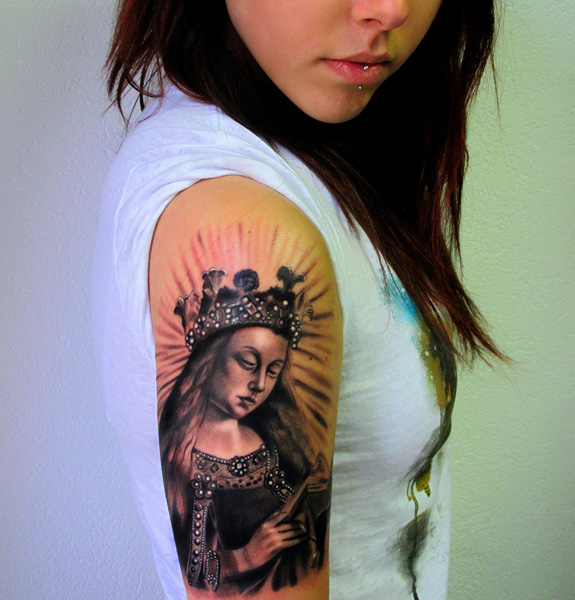